# L型潜水艦
L型潜水艦は、ソ連海軍の潜水艦の艦級。正式艦級名称は第2系列潜水艦レーニネツ（ロシア語: Подводные лодки типа «Ленинец»）である。ただし後期型は第13系列に分類される。

## 開発
ロシア革命後、海軍力増強の必要性を感じたソ連海軍首脳は、艦艇建造計画を軍事評議会に提案した。これに対し、評議会は1926年に大規模な艦艇整備計画を承認し、その一環として建造が計画されたのが本型である。
L型は沿岸哨戒用の機雷敷設潜水艦として計画された。通常の水上艦では、敵制海権下での機雷敷設作業時は危険性が高かった。そのため、交戦海域での機雷敷設作業は潜水艦が適任と言える。L型は機雷20個の搭載能力を要求された。
本型主任設計者は、以前D型潜水艦の開発を担当したマリーニン技師である。マリーニンはD型設計の経験を活かし、設計に取り組んだ。開発に当たっては、英海軍から輸入したL級潜水艦が参考にされた。船体は6区画に分割され、サドルタンク式海水槽を備えた半複殻式構造船体であった。

## 改良型
第2系列の改良型が第13系列潜水艦である。改良点は、製造工程の簡略化、兵装・機関強化などである。

## 分類
第2系列
L-1からL-6までの6隻
第2改系列
L-7からL-12までの6隻
第13系列
L-13からL-19までの7隻
第13改系列
L-20からL-25までの6隻

## 運用
1933年から運用が開始され、第二次世界大戦などで活躍した。その後、大半の艦は1950年代末までに退役したが、一部は70年代まで運用された。
特に日本では、米潜水艦と誤認した伊25により撃沈されたL-16、樺太・千島侵攻作戦に参加したL-19が有名である。